# راي جونز
راي جونز (بالإنجليزية: Ray Jones)‏ (28 أغسطس 1988 لندن المملكة المتحدة - 25 أغسطس 2007 المملكة المتحدة) هو لاعب كرة قدم بريطاني سابق كان يلعب كمهاجم.

## روابط خارجية
- راي جونز على موقع قاعدة بيانات كرة القدم.إي يو (الإنجليزية)
- راي جونز على موقع Soccerbase.com (لاعب) (الإنجليزية)